# NGC 6624
NGC 6624 is een bolvormige sterrenhoop in het sterrenbeeld Boogschutter. Het hemelobject ligt 25.800 lichtjaar van de Aarde verwijderd en werd op 24 juni 1784 ontdekt door de Duits-Britse astronoom William Herschel.

## Synoniemen
- GCl 93
- ESO 457-SC11